# حسنلی (بردع)
حسنلی (به ترکی آذربایجانی: Həsənli) یک منطقه مسکونی در جمهوری آذربایجان است که در شهرستان بردع واقع شده‌است. حسنلی ۲۷۳ نفر جمعیت دارد.